# Sedlice, Pelhřimov
Sedlice là một làng thuộc huyện Pelhřimov, vùng Vysočina, Cộng hòa Séc.